# بنو شبيل
شبيل  وواحدهم (الشبيلي): قبيلة عربية، تسكن محافظة صامطة في منطقة جازان. قال عنهم حمد الجاسر: «بَنُو شُبَيْل: واحدهم شبيلي. ومواطنهم تمتد من البحر غرباً إلى بلاد الحُرَّث شرقاً، وجنوباً قبائل الموسم وقبائل الحُرَّث وشمالاً المسارحة والحكَامِيَة. وقاعدتهم بلدة صامطة».

## النسب
نسب قبيلة بني شبل
يعود نسب قبيلة بني شبل إلى شبيل بن لايد بن عامر بن عبيد بن عمران بن ربيعة بن عبس بن شحارة بن غالب بن عبد الله بن عك بن عدنان
بن عبد الله بن الأزد بن الغوث بن النبت بن مالك بن زيد بن كهلان بن سبأ بن يشجب بن يعرب بن قحطان بن عابر بن هود عليه السلام 

## فروع بني شبيل
تنقسم قبيلة بني شبيل إلى عدة فخوذ، منها:
| - آل بجوي. - المداخلة. - الشعابية. - النعامية - العراشية. - الطوالبة. - الحيادرة. - الأشراف. | - القضاة. - المذاكرة. - الفوادة. - الشنابرة. - البجادية. - العبرة. - الصوارمة. | - الصملة. - الجواهرة. - الجنانة. - بنو مبارك. - بنو الأجرب. - السهالية. - المحانشة. |

## مساكنهم وتواجدهم
تسكن القبيلة في صامطة والسهي التابعة لها، ويتاخم حدودها من الشرق قبائل الحرث، ومن الجنوب قبائل بني حُمد وبني مروان، وشمالا قبائل أحد المسارحة.

## أهم الأودية
- وادي خلب
- وادي ليه
- وادي المغيالة

## أعلام القبيلة
1. الدكتور أحمد بن علي سير المباركي عضو هيئة كبار العلماء في المملكة العربية السعودية وعضو إدارة البحوث العلمية والإفتاء.
2. الشيخ علي بن مديش البجوي مستشار خادم الحرمين الشريفين الملك فهد ورئيس محاكم منطقة مكة المكرمة وعضو مجلس الشورى السعودي.
3. خالد المدخلي إعلامي وصحفي سعودي ومذيع بقناة العربية.